# سرافین زوبیری
سرافین زوبیری (به انگلیسی: Serafín Zubiri) (زاده ۲۰ آوریل ۱۹۶۴) خواننده اسپانیایی است.
او نماینده اسپانیا در مسابقه آواز یوروویژن ۱۹۹۲ و مسابقه آواز یوروویژن ۲۰۰۰ بود.